# Hartmut Brückner
Hartmut Brückner (* 12. April 1950 in Burgstädt; † 21. Dezember 2019 in Bremen) war ein Grafikdesigner, Typograf, Buchgestalter und Hochschullehrer.

## Leben und Werk
Brückner lernte in Bremen Schriftsetzer, bevor er an der Werkkunstschule Wuppertal (heute Bergische Universität Wuppertal) Grafik-Design studierte. Nach seinem Studium arbeitete er im Atelier Haase & Knels in Bremen, bevor er sich 1976 mit seinem eigenen Büro für Gestaltung selbständig machte.
Für den 1979 in Hamburg neu gegründeten Ellert & Richter Verlag entwickelte Brückner 1981 das Corporate Design und die, von der Stiftung Buchkunst prämierte Weiße Reihe. Über mehrere Jahre prägte Brückner mit seiner Buchgestaltung „das Bild des Verlages entscheidend“.
Von 1989 bis 1991 war Brückner Gastprofessor an der Hochschule für Künste Bremen. Von 1993 bis 2016 war er Professor für Kommunikationsdesign und Typografie am Fachbereich Design der Fachhochschule Münster. 2003 initiierte er ebenda das Arbeitsfeld Informationsgestaltung, das er in seinem 2004 erschienenen Buch Informationen gestalten. Einblicke in das Arbeitsfeld „Informationsgestaltung und Typografie“ mit über 80 Entwurfsarbeiten seiner Studierenden aus den zurückliegenden zehn Jahren dokumentierte.
Für seine Arbeiten erhielt er nationale und internationale Auszeichnungen u. a. 100 Beste Plakate, Red Dot Design Award, Type Directors Club New York und Stiftung Buchkunst.
Die Galerie Katrin Rabus und das Design Zentrum Bremen widmeten ihm 1996 eine Ausstellung und eine Publikation unter dem Titel: Gestaltung: Hartmut Brückner, Bremen. Typografische Arbeiten.